# Дубровки (Спасский район)
Дубровки — село в Спасском районе Пензенской области России. Административный центр Дубровского сельсовета.

## Население
| 1806  | 1864  | 1877  | 1897  | 1911  | 1926  | 1930  |
| ----- | ----- | ----- | ----- | ----- | ----- | ----- |
| 1458  | ↗1588 | ↗2142 | ↗2329 | ↗2990 | ↘2749 | ↗2886 |
| 1939  | 1959  | 1979  | 1989  | 1996  | 2002  | 2010  |
| ↘1459 | ↘959  | ↗1055 | ↘1033 | ↗1070 | ↘886  | ↘841  |

## Улицы
| - ул. Большая дорога, - ул. Верхняя, - ул. Выселки, - ул. Деревня, - ул. Заречная, - ул. Ключи, - ул. Комсомольская, | - ул. Красаевка, - ул. Луговая, - ул. Молодёжная, - ул. Московская, - ул. Набережная, - ул. Нагорная, - ул. Нижняя, | - ул. Новая, - ул. Пионерская, - ул. Пролетарская, - ул. Советская, - ул. Совхозная, - ул. Центральная, - ул. Школьная. |

## Известные уроженцы
- Родин, Виктор Семёнович (1928—2011) — советский военачальник, генерал-полковник.